# Gangliozid galaktoziltransferaza
Gangliozid galaktoziltransferaza (EC 2.4.1.62, UDP-galaktoza-keramid galaktoziltransferaza, uridin difosfogalaktoza-keramid galaktoziltransferaza, UDP galaktoza-LAC Tet-keramid alfa-galaktoziltransferaza, UDP-galaktoza-GM2 galaktoziltransferaza, uridin difosfogalaktoza-GM2 galaktoziltransferaza, uridin difosfat D-galaktoza:glikolipid galaktoziltransferaza, UDP-galaktoza:N-acetilgalaktozaminil-(-acetilneuraminil) galaktozil-glukozil-keramid galaktoziltransferaza, UDP-galaktoza-GM2 gangliozidna galaktoziltransferaza, GM1-sintaza, UDP-galaktoza:-acetil-D-galaktozaminil-(-acetilneuraminil)--galaktozil--glukozil--acilsfingozin beta-1,3-D-galaktoziltransferaza, UDP-galaktoza:-acetil--galaktozaminil-(-acetilneuraminil)--galaktozil-(1->4)-beta--glukozil--acilsfingozin 3-beta--galaktoziltransferaza) je enzim sa sistematskim imenom UDP-alfa-D-galaktoza:-acetil--galaktozaminil-(-acetilneuraminil)--galaktozil-(1->4)-beta--glukozil--acilsfingozin 3-beta--galaktoziltransferaza. Ovaj enzim katalizuje sledeću hemijsku reakciju
UDP-alfa-D--galaktoza + N-acetil--galaktozaminil-(-acetilneuraminil)--galaktozil-(1->4)-beta--glukozil--acilsfingozin {\displaystyle \rightleftharpoons } UDP + D-galaktozil-(1->3)-beta-N-acetil--galaktozaminil-(-acetilneuraminil)--galaktozil--glukozil--acilsfingozin
Supstrat je takođe poznat kao GM2.

## Literatura
- Nicholas C. Price; Lewis Stevens (1999). Fundamentals of Enzymology: The Cell and Molecular Biology of Catalytic Proteins (Third изд.). USA: Oxford University Press. ISBN 019850229X.
- Eric J. Toone (2006). Advances in Enzymology and Related Areas of Molecular Biology, Protein Evolution (Volume 75 изд.). Wiley-Interscience. ISBN 0471205036.
- Branden C; Tooze J. Introduction to Protein Structure. New York, NY: Garland Publishing. ISBN 0-8153-2305-0.
- Irwin H. Segel. Enzyme Kinetics: Behavior and Analysis of Rapid Equilibrium and Steady-State Enzyme Systems (Book 44 изд.). Wiley Classics Library. ISBN 0471303097.
- William P. Jencks (1987). Catalysis in Chemistry and Enzymology. Dover Publications. ISBN 0486654605.

## Spoljašnje veze
- Ganglioside+galactosyltransferase на 